# Костолец (село, Словакия)
Костолец (изначальное название — Костелец, словацк. Kostolec, Kostelec) — село в Словакии в округе Поважска-Бистрица.

## Расположение
Село Костолец находится в живописном месте, в десяти километрах к северо-востоку от города Поважска-Бистрица. Село скрыто за Манинским ущельем. Центральная часть села расположена по правую сторону котловины, под скалистым утёсом Босманы. В состав села также входят два населённых пункта: Кресанье и Заграды. Наиболее высокая точка села — гора Костельна. Круговую панораму дополняют вершины Кавца, Дреновка, Остренец-(Куня) и Голязне, которые относятся к охраняемой территории Стражовских гор. Через котловину течёт речка Теплянка.

## История
Название села Костелец, вероятнее всего, происходит от слова «костёл», который, возможно, некогда был построен над селом, на горе, которая до сих пор именуется Костельна. Село состояло из нескольких деревянных домов, которые время от времени разрушались при пожарах. В настоящее время сохранилось только два сруба. Говоря об истории села, необходимо упомянуть, что на речке Теплянке были построены три мельницы, о которых известно, что первая располагалась выше мужского сада, вторая, находившаяся в долине напротив деревянной школы, принадлежала владельцу по имени Грин, а третья, владельцем которой сначала был Штафен, а позже Шкрип, стояла у леса.
Следы поселений относятся к раннему каменному веку (22 000 до н. э.) и к более позднему периоду каменного века (2000 год до н. э.)

## Население
| Год:                | 1994 | 2004    | 2014     | 2024     |
| ------------------- | ---- | ------- | -------- | -------- |
| Количество человек: | 235  | 256     | 228      | 272      |
| Разница:            |      | +8,93 % | −10,93 % | +19,29 % |